# وسام صالح
وسام خضر صالح (2 أغسطس 1993) هو لاعب كرة قدم لبناني سابق، لعب كلاعب خط وسط. بدأ صالح حياته المهنية في شباب عربي. وفي يوليو 2013، انضم إلى نادي الأنصار.
مثل صالح لبنان دوليا على مستوى الشباب. وفي عام 2015، لعب مع منتخب تحت 23 عامًا في مباراة ودية ضد الكويت. كما لعب في تصفيات بطولة آسيا تحت 23 عاماً في 2016. يمكن أن يلعب صالح إما كظهير أيمن أو لاعب خط وسط.

## الإنجازات
الأنصار
- كأس لبنان : 2016-17
- كأس النخبة اللبناني: 2016

## روابط خارجية
- وسام صالح على موقع قاعدة بيانات كرة القدم.إي يو (الإنجليزية)
- وسام صالح على موقع ناشيونال فوتبول تيمز (الإنجليزية)
- وسام صالح على موقع Soccerway.com (الإنجليزية)
- وسام صالح على موقع كووورة